# نشخوارکنندگان
در جانورشناسی، نُشخوارکنندگان (Ruminantia) گروهی از جانوران گیاه‌خوار و یک زیرراسته از راستهٔ جفت‌سم‌سانان هستند. تاکنون حدود دویست گونه از این پستانداران شناسایی شده‌اند. پستاندارانی مانند گاو، بز، گوسفند، آهو، زرافه و غزال نشخوار می‌کنند. این جانوران پستاندارانی با معده چهار قسمتی هستند که در معدهٔ آن‌ها انواع بافت‌های گیاهی به کمک باکتری‌ها به قندها، پروتئین و چربی‌هایی تبدیل می‌شود که جانور توانایی گوارش آنها را دارد. در این جانوران ابتدا غذای نیمه‌جویده به سرعت بلعیده و وارد سیرابی می‌شود. مولکول‌های درشت مانندل سلولز در غذای نیمه‌جویده شده در معرض آنزیم سلولاز میکروب‌ها قرار می‌گیرد. میکروب‌ها به کمک حرارت بدن و ترشح مایعات و حرکات سیرابی تا حدودی غذا را گوارش می‌دهند. توده‌های غذایی پس از عبور از نگاری و مری به دهان برمی‌گردند تا به‌طور کامل جویده شوند و غذای کامل جویده‌شده دوباره به سیرابی وارد شده و بیشتر حالت مایع پیدا می‌کند و سپس به نگاری جریان می‌یابد (در تمام این مراحل غذا دو بار از سیرابی عبور می‌کند). مواد از نگاری به هزارلا وارد و تا حدودی آبگیری شده و سرانجام وارد شیردان می‌شوند. در نشخوارکنندگان گوارش سلولز پیش از گوارش ترکیب‌های آلی دیگر صورت می‌گیرد.
در پستانداران نشخوارکننده مثل گاو، گوزن، گوسفند و بز که معده چهار قسمتی دارند، گوارش میکروبی پیش از گوارش آنزیمی صورت می‌گیرد، اما در غیرنشخوارکنندگانی مثل فیل ابتدا گوارش آنزیمی صورت گرفته، سپس گوارش میکروبی انجام می‌شود.

## خانواده‌ها
- موش‌آهوان (Tragulidae)
- مشکان (Moschidae)
- گوزن‌ها (Cervidae)
- زرافگان (Giraffidae)
- شاخ‌چنگالان (Antilocapridae)
- گاوان (Bovidae)

|                  | نشخوارکنندگان                                           |
|                  |                                                         |
| نهنگ‌اسب‌آبی‌ریختان | \| \| اسب‌آبیان \| \| \| \| \| \| آب‌بازسانان \| \| \| \| |
|                  | \| \| اسب‌آبیان \| \| \| \| \| \| آب‌بازسانان \| \| \| \| |
|                  | اسب‌آبیان                                                |
|                  |                                                         |
|                  | آب‌بازسانان                                              |
|                  |                                                         |

|  | اسب‌آبیان   |
|  |            |
|  | آب‌بازسانان |
|  |            |

|                  | نشخوارکنندگان                                           |
|                  |                                                         |
| نهنگ‌اسب‌آبی‌ریختان | \| \| اسب‌آبیان \| \| \| \| \| \| آب‌بازسانان \| \| \| \| |
|                  | \| \| اسب‌آبیان \| \| \| \| \| \| آب‌بازسانان \| \| \| \| |
|                  | اسب‌آبیان                                                |
|                  |                                                         |
|                  | آب‌بازسانان                                              |
|                  |                                                         |

|  | اسب‌آبیان   |
|  |            |
|  | آب‌بازسانان |
|  |            |

|                  | نشخوارکنندگان                                           |
|                  |                                                         |
| نهنگ‌اسب‌آبی‌ریختان | \| \| اسب‌آبیان \| \| \| \| \| \| آب‌بازسانان \| \| \| \| |
|                  | \| \| اسب‌آبیان \| \| \| \| \| \| آب‌بازسانان \| \| \| \| |
|                  | اسب‌آبیان                                                |
|                  |                                                         |
|                  | آب‌بازسانان                                              |
|                  |                                                         |

|  | اسب‌آبیان   |
|  |            |
|  | آب‌بازسانان |
|  |            |

|                  | نشخوارکنندگان                                           |
|                  |                                                         |
| نهنگ‌اسب‌آبی‌ریختان | \| \| اسب‌آبیان \| \| \| \| \| \| آب‌بازسانان \| \| \| \| |
|                  | \| \| اسب‌آبیان \| \| \| \| \| \| آب‌بازسانان \| \| \| \| |
|                  | اسب‌آبیان                                                |
|                  |                                                         |
|                  | آب‌بازسانان                                              |
|                  |                                                         |

|  | اسب‌آبیان   |
|  |            |
|  | آب‌بازسانان |
|  |            |